# Man Lo Zhang
Man Lo Zhang (Chongqing, 21 maggio 1980) è un'attrice e personaggio televisivo cinese naturalizzata italiana.
È diventata nota grazie alla sua partecipazione alla sesta edizione del Grande Fratello.

## Biografia
Man Lo è nata a Chongqing, una municipalità della Cina centro-meridionale, dove ha vissuto fino all'età di 6 anni. Successivamente si è trasferita a Pechino, dove vivono i suoi genitori (separati). È arrivata in Italia nel 2003, fermandosi prima a Firenze e poi a Roma. Si è diplomata a Pechino al liceo classico, in Italia ha frequentato il DAMS dell'Università degli Studi Roma Tre per diventare regista cinematografica.

## Carriera
Nel 2006 raggiunge la popolarità come concorrente della sesta edizione del Grande Fratello, reality show condotto da Alessia Marcuzzi, in onda su Canale 5. Uscita dalla casa del Grande Fratello è stata protagonista insieme a Claudio Amendola dello spot pubblicitario Walk Tv, un videofonino lanciato dalla compagnia telefonica 3 Italia.
Nell'agosto del 2007 è a fianco del noto inviato di Striscia la notizia, Moreno Morello, per la presentazione della finale di Stelle nascenti d’Italia, settima edizione del concorso artistico nazionale di giovani talenti che si è svolto al Lido delle Nazioni (Comacchio, provincia di Ferrara).
Nel 2008 esordisce come attrice nel film Questa notte è ancora nostra diretto dai registi Paolo Genovese e Luca Miniero, con Ilaria Spada, Maurizio Mattioli e Franco Califano. Nello stesso anno diviene la compagna di Stefano Codegoni, gestore di un noto locale milanese di corso Como. A settembre, ad Amalfi, è membro della giuria (con Renato Balestra, Ela Weber, Franco Oppini e Gerardo Sacco) nella finale nazionale del concorso di bellezza Un volto X Fotomodella.
Nel 2009 veste i panni di un'imprenditrice cinese nel film commedia Cenci in Cina, diretto da Marco Limberti con Alessandro Paci e Francesco Ciampi. Poi è una delle protagoniste di Sexy Spies, parodia delle Charlie's Angels, una serie web-tv di 10 puntate dirette da Maccio Capatonda. Nello stesso anno lavora anche in teatro nello spettacolo Animelle 1 euro al chilo, regia di Rocco Ricciardulli. Lo spettacolo è stato poi premiato nell'XI Edizione di Proscenio aggettante, il Festival sul teatro sociale organizzato dalla FITEL, dove Man Lo ha ricevuto uno speciale riconoscimento.
Nel 2010 torna sul grande schermo con il film Happy Family, diretto da Gabriele Salvatores con Diego Abatantuono e Fabio De Luigi. Sbarca poi su Bonsai TV con il programma Babel cinese, dove impartisce lezioni di cinese mandarino. La ritroviamo poi in teatro con la commedia Boston Marriage, per la regia di Claudio Orlandini.
Nel 2011 è uno dei volti del cortometraggio Insiemi Notturni, per la regia di Chiara Battistini.
Nel 2014 interpreta il ruolo della commessa di un sexy shop, nella sit-com web Funny Toys, per la regia di Yuri Storasi.
Nel 2016 torna sul grande schermo, per la regia di Rocco Ricciardulli, nel film All'improvviso Komir, con la partecipazione speciale di Gaia Bermani Amaral. Il film è stato presentato all’Italian Film Festival di Berlino del 2015.

## Filmografia

### Cinema
- Questa notte è ancora nostra, regia di Paolo Genovese e Luca Miniero (2008)
- Cenci in Cina, regia di Marco Limberti (2009)
- Happy Family, regia di Gabriele Salvatores (2010)
- Insiemi Notturni, regia di Chiara Battistini - cortometraggio (2011)
- All'improvviso Komir, regia di Rocco Ricciardulli (2016)

### Teatro
- Animelle 1 euro al chilo, regia di Rocco Ricciardulli (2009)
- Boston Marriage, regia di Claudio Orlandini (2010)

### Web TV
- Sexy Spies, regia di Maccio Capatonda - 10 puntate (2009)
- Babel cinese, Bonsai TV (2010)
- Funny Toys, regia di Yuri Storasi (2014)

### Pubblicità
- Walk Tv, 3 Italia (2006) - con Claudio Amendola

## Programmi televisivi
- Grande Fratello 6 (Canale 5, 2006) – Concorrente